# Mårten Kalling
Den här sidan handlar om landshövdingen Mårten Kalling. För författaren och hundkännaren, se Mårten Kalling (författare).
Mårten Kalling, född 1705, död 1765 i Stockholm, var en svensk friherre, militär och ämbetsman, bror till Pehr Kalling.

## Biografi
Mårten Kalling var son till Pehr Kalling av adelsätten Kalling och Margareta Bunge, som var dotter till Stockholms borgmästare Mårten Bunge och syster till Jakob Bunge. Efter att ha varit arklimästare och konstapel vid amiralitet inträdde Kalling vid engelska och franska flottorna. 1733 blev han kaptenlöjtnant vid amiralitet, 1742 skeppskapten, 1745 kommendörkapten, generaladjutant, samt 1756 kommendör vid amiralitet. Kalling blev 1763 landshövding på Gotland.
Kalling upphöjdes 1751 till friherre. Han var riddare av Svärdsorden.
Kalling var gift med Anna Charlotta Grubbe, men slöt barnlös sin friherrliga ätt.